# William T. Watson

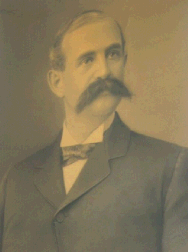

William Tharp Watson (22 de junho de 1849 - 14 de abril de 1917) foi um político norte-americano que foi governador do estado do Delaware, no período de 1895 a 1897, pelo Partido Democrata.